# Égig érő fa

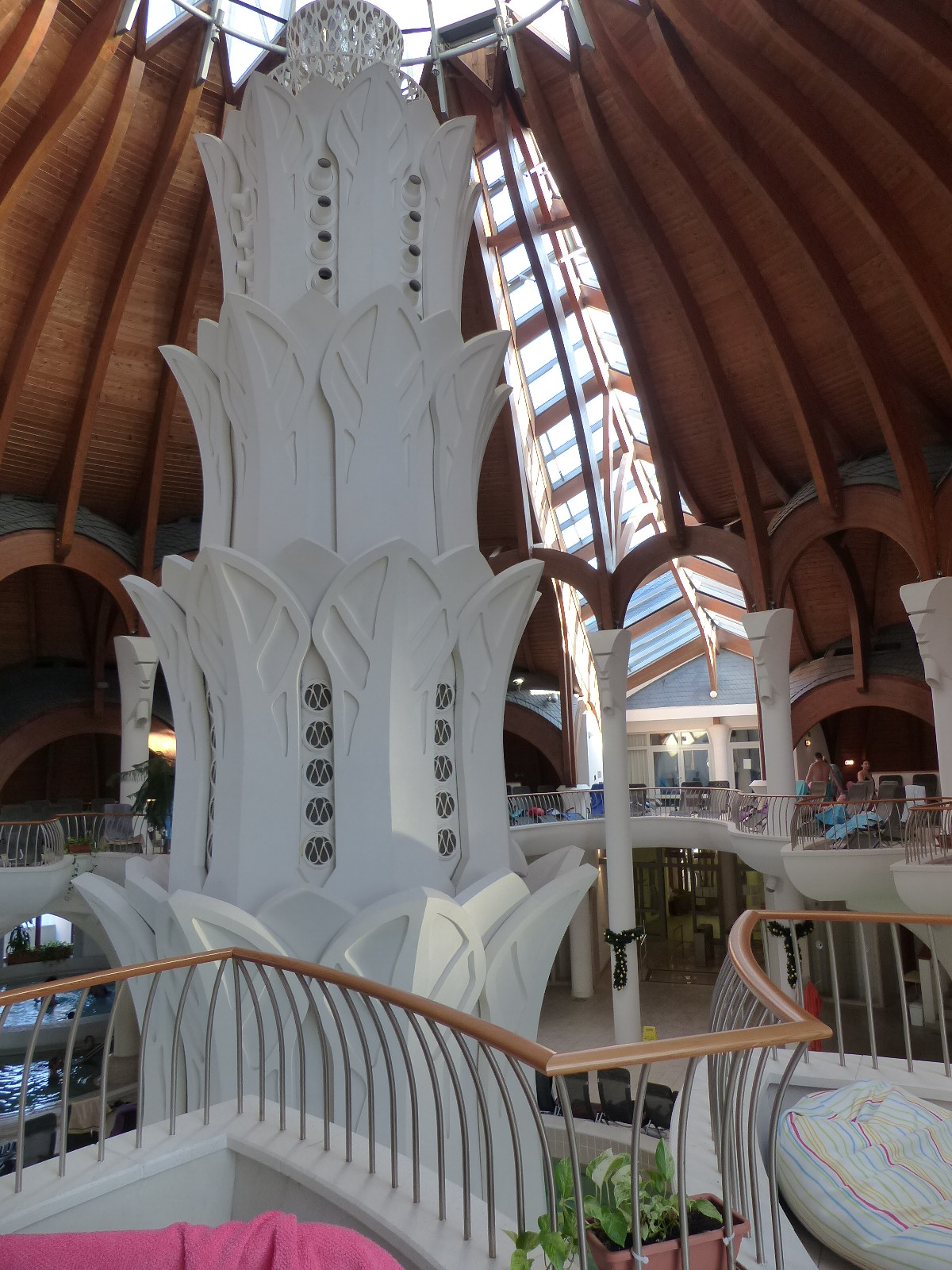
Világfa

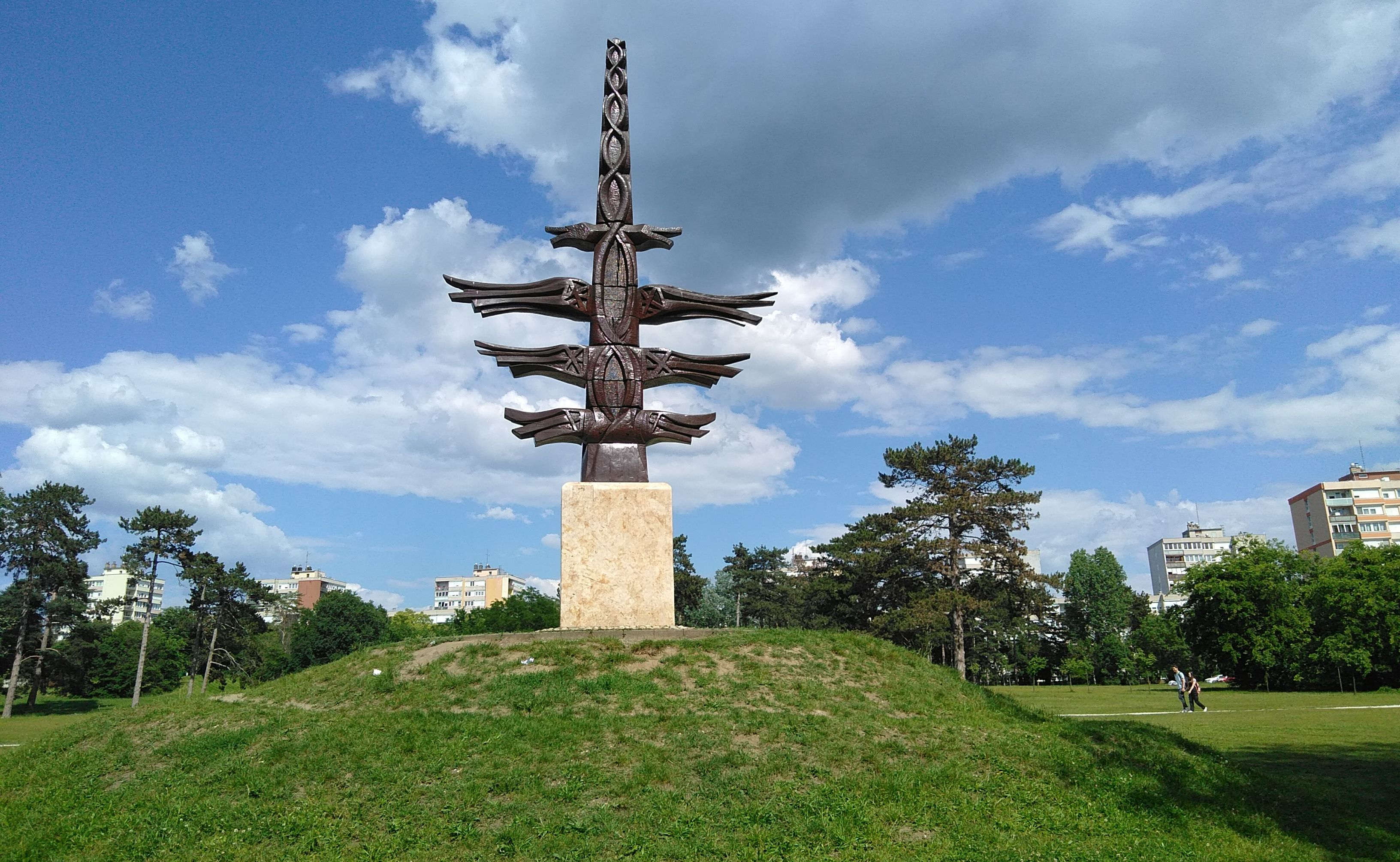
Velekei József Lajos és Nagy Kristóf Világfa nevű szobra a gödöllői Alsóparkban

Az égig érő fa, vagy életfa nem meseelem, de meséknek is része, önálló mesetípus, sámánisztikus képzet, amely a magyar népmesekincsnek is fontos része, keletről magunkkal hozott örökség. A magyar néphagyomány világfa, tetejetlen fa, életfa néven is ismerik.

## Változatok
Több változata ismert. Az egyik a kiskondásról szól – a királykisasszony után mászik a fára, akit elrabolt a sárkány (Világhírű Szép Miklós mese). Nagyon gyakori a magyar hazugságmesékben, vagy a tréfás mesékben (a cigány egy nyárfán mászva az égbe és a pokolba megy). Jellegzetes típus az égben járás: gyakori előzménye a szarvasból (lóból) kinövő fa, melyen a hős az égbe megy.
Az égig érő fa képzete a mitikus mesékkel is szoros kapcsolatban lehet. A mesemotívumnak többek közt német (erdélyi szász), román, cigány , szerb, horvát, török, turkesztáni, kalmük változatai ismertek.

## Sámánisztikus hagyomány
Solymossy Sándor és Diószegi Vilmos is keletről hozott, sámánisztikus típusnak tartja, s a képzetet a sámánszertartás fájával azonosítja, melynek lépcsőin a sámán az ég 7 (9) rétegét megjárja (világfa). A sámánisztikus világkép szempontjából jellegzetes az a zajzoni (hétfalusi) csángó és az alsó-ausztriai német változatban, továbbá Ámi Lajos meséiben és világelképzelésében felbukkanó elem, hogy az égig érő fa az ég alatt hétszer (13-szor) meggörbült „Azért, mert az arany égboltot nem bírta beszakítani…”

## Világfa
A világfa a magyar népi hitvilágnak is fontos része, ágai között van a Nap és a Hold. A hit szerint csak a táltos tudja, merre van, és csak kiválasztott személy mászhat fel rá. A magyar népművészetnek is egyik legismertebb motívuma, például pásztorok szarusótartóit, szarutégelyeit díszíti. Van olyan változata is, amely szerint madár ül a csúcsán.
A világfa a világszerte ismert elképzelés (lásd pl.: Yggdrasil, Ötüken), a napos-holdas képzet azonban az uráli, az altaji és a paleoázsiai népek sajátossága, a sámánisztikus világkép része. A sámánhit szerint az ősök valamikor régen fent jártak az égben. Ezt a gondolatot őrizheti Tejút szavunk is.
A világfa gyakran a világhegyen áll, gyökerei a pokolba nyúlnak és ezt a helyet gyakran népesítik be kígyók, békák, férgek. Töve, a középső világ az emberek lakhelye, koronája a felső világ. Gyakran ülnek rajta madarak – sólyom, sas, turul – amelyek a lelkeket is jelképezhetik.

## Életfa a magyarországi templomok épületszobrászati kőfaragásain

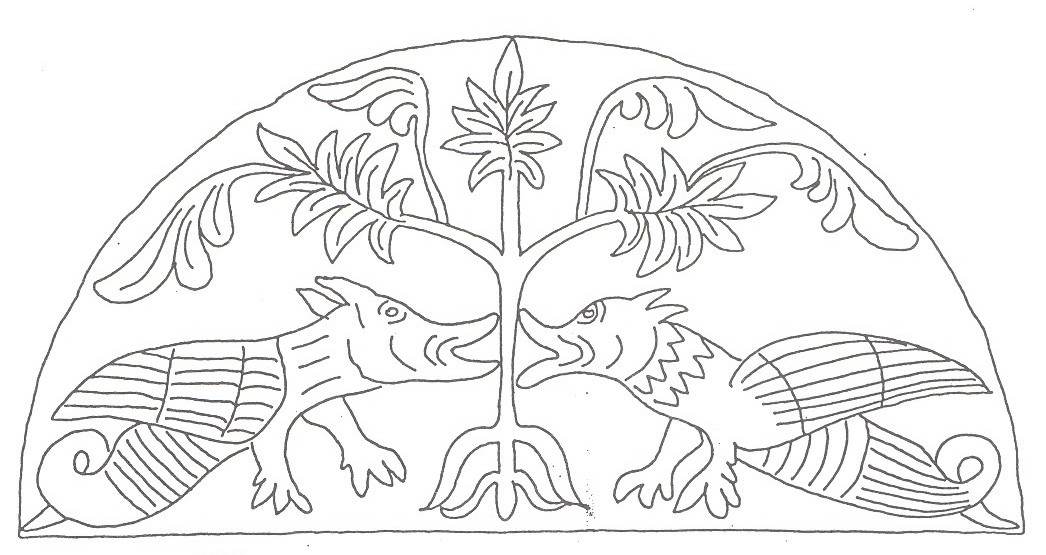
Rajz a soproni Szent Jakab kápolna nevezetes timpanonjáról, ahol sárkányok állnak az életfa mellett.
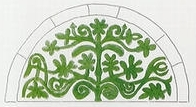
Rajz a monoszlói templom déli kapujának életfás timpanonjáról, ahol madarak állnak az életfa mellett.
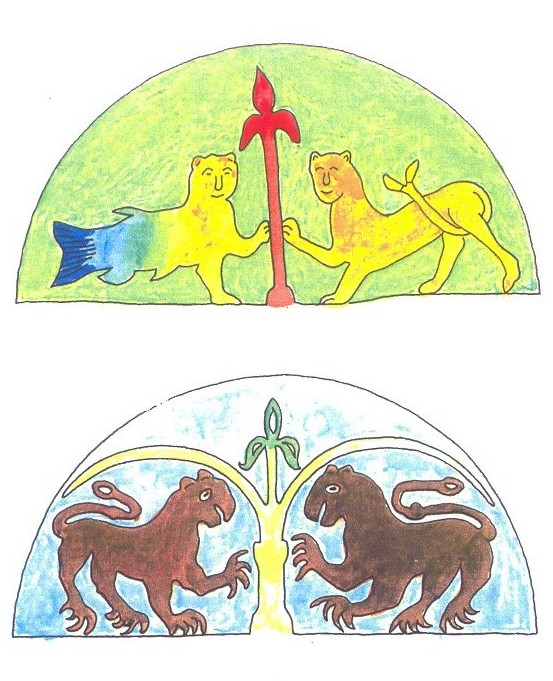
Két erdélyi román kori templom timpanonja életfajelenettel: Vurpód és Vizakna
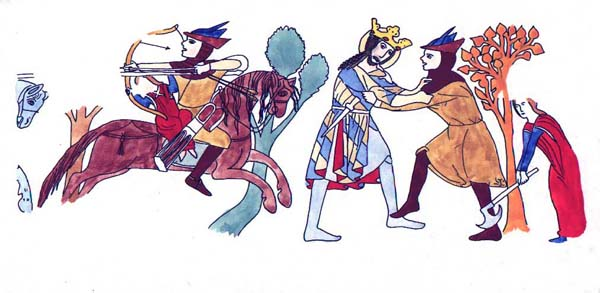
A kakaslomnici Szent László-legenda jelenetében az életfák is mutatják a küzdelem kimenetelét: Szent László király életfája zöld, a keleti fejedelemé sárga. A Szent László emlékezetére készült kiállítási füzetből vett részlet.

A román kori építészet sokat megőrzött a megelőző korok ábrázoló művészetéből. Ez különösen jól látszik a templomkapuk, oszlopfők kőfaragásain. Most itt kettőt említünk a mostani Magyarországról és kettőt Erdélyből. Sopron régi szép temploma a Szent Mihály-templom. Déli oldalán áll egy centrális építmény, a középkori Szent Jakab-keresztelőkápolna, melynek sárkányos faragásán életfa áll középen. Madarak veszik körbe a monoszlói templom déli kapujának életfáját. Erdélyben Vurpód és Vízakna templomának timpanonját díszíti életfajelenet.

## Feldolgozások
- Jankovics Marcell tíz perces rajzfilmet készített a Magyar népmesék című televíziós sorozatban Az égig érő fa címmel.